# Michel Serrault
Michel Serrault, né le 24 janvier 1928 à Brunoy (Essonne, alors en Seine-et-Oise) et mort le 29 juillet 2007 à Honfleur (Calvados), est un acteur français.
Considéré comme l'un des comédiens les plus populaires de sa génération, Serrault tourne au total dans plus de 150 longs métrages, endossant des rôles éclectiques et originaux. Depuis la comédie de Vaudeville avec La Cage aux folles et de la comédie absurde ou délirante comme Buffet froid et Le Miraculé, jusqu'à un registre plus sombre à partir du milieu des années 1970 avec Malevil, Garde à vue, Les Fantômes du chapelier, Mortelle Randonnée ou Docteur Petiot, il interprète une palette nuancée de comédies dramatiques telles que Nelly et Monsieur Arnaud ou Les Enfants du marais (1999) de Jean Becker et d'autres plus légères comme dans Le bonheur est dans le pré d'Étienne Chatiliez, en 1995.
Il est le seul acteur à avoir obtenu le César du meilleur acteur à trois reprises ; en 1979 pour La Cage aux folles ; en 1982 pour Garde à vue et en 1996 pour Nelly et Monsieur Arnaud.

## Biographie

### Origines familiales et enfance
Michel est le fils de Robert Serrault, d'abord représentant (en soieries puis en cartes postales) le jour et contrôleur au théâtre de l'Ambigu-Comique la nuit, et d'Adeline Foulon,. 
Au début de la Seconde Guerre mondiale en septembre 1939, sa mère envoie Michel à Argentat en Corrèze, ainsi que ses deux frères Raoul et Guy, et sa sœur Denise. 
Issu d'une « famille très simple de tradition chrétienne », il devient enfant de chœur dans l'église de ce village  où il découvre la théâtralité de la cérémonie religieuse. Il côtoie aussi la mort lors du sacrement de l'extrême onction et des funérailles religieuses.
Portant en lui une foi naissante, il annonce en octobre 1941 à sa mère vouloir devenir prêtre. En octobre 1942, il entre au petit séminaire de Conflans à Charenton-le-Pont. Dès cette époque, il proclame avoir deux passions, « faire rire et [s]'occuper de Dieu ». Il dira cependant plus tard qu'il n'aurait pas aimé le vœu de chasteté. Au bout de deux ans de séminaire marqués par une vie austére, le père Modeste Van Hamme, son directeur spirituel, l'oriente vers le métier de comédien, considérant qu'il "servirait mieux le Seigneur dans ce domaine". 
Malgré cette réorientation, Michel Serrault est par la suite toujours resté un fervent catholique.

### Formation théâtrale et débuts (1944-1952)
Au printemps 1944, Il s'inscrit au centre d’art dramatique de la Rue Blanche et suit les cours gratuits de Jean Le Goff, comme José Artur. Parallèlement, il suit des cours payants au conservatoire Maubel où il rencontre une autre élève, Juanita Saint-Peyron, qu'il épousera le 27 janvier 1958. 
Refusé au Conservatoire de musique en 1946, il signe ses premiers contrats de comédien, part en tournée en Allemagne, monte un spectacle de clown avant de faire son service militaire à Dijon en 1948. Il est contraint, pour gagner sa vie, de se travestir dans un cabaret polonais. 
À son retour, il décide d’intégrer la troupe de comiques des Branquignols de Robert Dhéry, est initié au théâtre d'avant-garde par Jean-Marie Serreau, étudie l'art du mimodrame avec Étienne Decroux et fait de la figuration à la Comédie-Française.

### Avec Jean Poiret

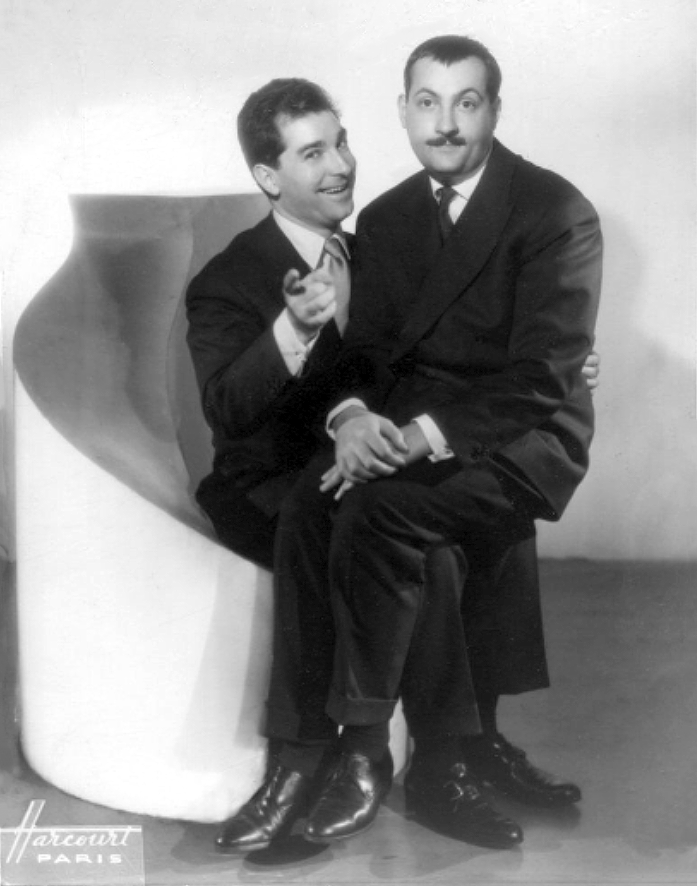
Le duo en 1954, sur les genoux de son comparse Jean Poiret.

Dans les années 1950 et 1960, il fait les belles heures des cabarets parisiens en duo avec Jean Poiret, qu'il rencontre en 1952 à une audition des matinées classiques du Théâtre Sarah-Bernhardt. Ils se font connaître en interprétant ensemble le sketch « Jerry Scott, vedette internationale » dont la première représentation a lieu au cabaret Le Tabou le 11 janvier 1953.

### Cinéma

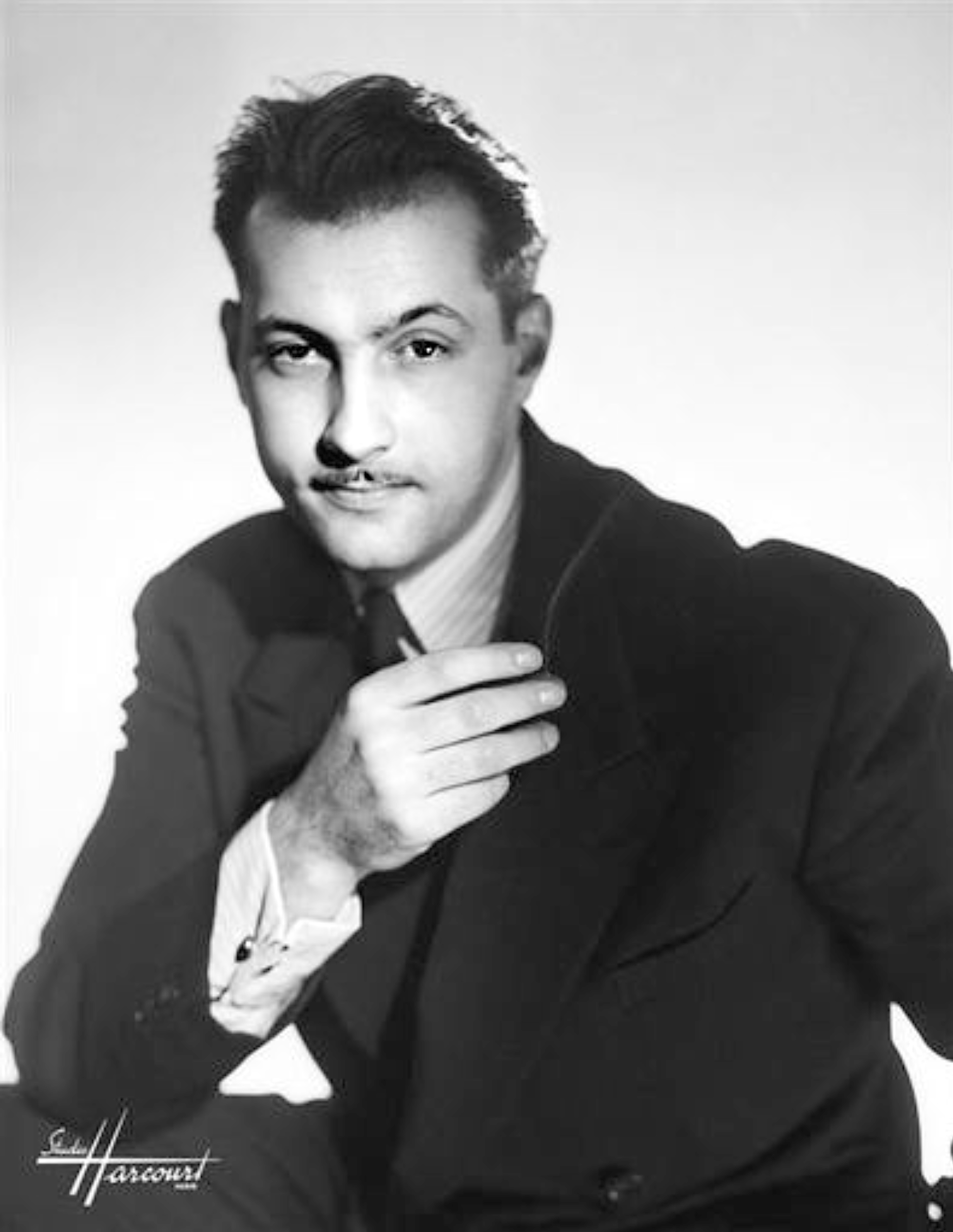
Michel Serrault en 1953 (Studio Harcourt).

#### Rôles comiques jusqu'en 1972
Âgé de 27 ans, l'acteur débutant interprète en 1954 un surveillant dans l'inquiétante pension du film Les Diaboliques d'Henri-Georges Clouzot ; un rôle sans connotation comique. Mais jusqu'au début des années 1970, il ne tourne que des comédies, le plus souvent dans des seconds rôles. Ainsi, la même année, on le retrouve avec ses comparses de la troupe des Branquignols dans le très populaire Ah ! les belles bacchantes.

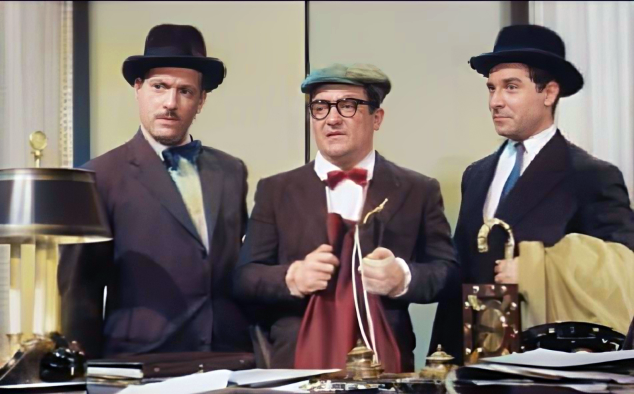
Michel Serrault en 1959 aux côtés de Jean Carmet et de Jean Poiret, lors d'un tournage en Italie.

Parmi les comédies les plus notables, il apparaît dans Oh ! Qué mambo de John Berry en 1958 et La Belle Américaine, de son ami Robert Dhéry, en 1961. L'année 1963, il tourne avec Louis de Funès dans Carambolages de Marcel Bluwal et Des pissenlits par la racine de Georges Lautner ainsi que dans Bébert et l'Omnibus d’Yves Robert. On note aussi en 1965, La Tête du client, de Jacques Poitrenaud et Quand passent les faisans, d’Édouard Molinaro ainsi que La Bonne Occase de Michel Drach dont il est également codialoguiste. En  1966, il apparaît dans Du mou dans la gâchette de Louis Grospierre et Les Compagnons de la marguerite de Jean-Pierre Mocky. En 1969, il retrouve Jacqueline Maillan de la troupe des Branquignols dans Appelez-moi Mathilde, de Pierre Mondy. La même année, Ces messieurs de la gâchette de Raoul André fait suite à Ces messieurs de la famille sorti en 1968, avec la même distribution.
Dans ses participations aux comédies des années 1970, on peut noter Le Cri du cormoran le soir au-dessus des jonques de Michel Audiard en 1970 et l'année suivante, son premier rôle important dans Le Viager de Pierre Tchernia.
En 1973, il donne la réplique aux Charlots dans Le Grand Bazar de Claude Zidi et joue à nouveau un rôle de héros pour Pierre Tchernia, dans Les Gaspards. En 1974, il tourne sur une idée de l'équipe du Le Splendid, le film C'est pas parce qu'on a rien à dire qu'il faut fermer sa gueule... réalisé par Jacques Besnard. En 1975, il interprète le rôle principal d'Opération Lady Marlène de Robert Lamoureux.
Bertrand Blier lui propose en 1977, un rôle dans Préparez vos mouchoirs, face à Patrick Dewaere et Gérard Depardieu puis l'engage à nouveau en 1979 pour Buffet froid.
Figure du théâtre de boulevard, avec ses rôles dans des pièces télévisées d'Au théâtre ce soir, il triomphe en 1973 dans le rôle de l'excentrique travesti « Zaza Napoli » de La Cage aux folles, qu’il rejouera plus tard avec un succès international dans ses adaptations au cinéma et dont le premier opus lui vaut le César du meilleur acteur en 1979.

#### Rôles dramatiques
Les deux polars d'Étienne Périer, Un meurtre est un meurtre (1972) et La Main à couper (1973) puis Un linceul n'a pas de poches de Jean-Pierre Mocky en 1974 marquent un premier tournant pour l'acteur. En 1975, après avoir joué plutôt des personnages plutôt cocasses et caricaturaux pour Jean-Pierre Mocky, il tourne l'Ibis rouge où il a pour partenaire Michel Simon et Michel Galabru ; il incarne ce rôle avec une nuance d'humour noir et un jeu moins comique.
Le 30 août 1977, sa fille Caroline âgée de dix-neuf ans, meurt brutalement dans un accident automobile ; sa foi et le travail coûte que coûte sauvent le comédien du désespoir, comme il le relate dans son autobiographie « Vous avez dit Serrault ? » paru en 2001 aux éditions Florent Massot.
À la même période, Christian de Chalonge l'engage pour un rôle dramatique dans l'Argent des autres, virulente critique de l'univers capitalistique, de la politique et des banques. En 1979, il remporte le César du Meilleur acteur pour La Cage aux folles, et il est nommé la même année pour le César du Meilleur acteur dans un second rôle, pour l'Argent des autres.
L’adaptation de la pièce La Cage aux folles au cinéma est un succès international ; dès lors, il devient l'un des acteurs français à tourner à la fois dans des grandes productions et tout autant, dans des films d’art et essai,plus élitistes.
En 1980, il confirme son talent dramatique dans un rôle important pour Christian de Chalonge, dans Malevil, film de science-fiction post-apocalyptique, aux côtés de Jean-Louis Trintignant, Jacques Dutronc, Jacques Villeret et son comparse Robert Dhéry dans un de ses rares rôles dramatiques.
L'année 1981 lui permet d'interpréter dans Garde à vue de Claude Miller, un face à face policier dramatique avec Lino Ventura et d'incarner l'époux malheureux de Romy Schneider. Il obtient le César du meilleur acteur pour ce film. Son dialoguiste Michel Audiard déclare que Michel Serrault « est le plus grand acteur du monde ».
En 1982, Claude Chabrol l'engage à interpréter le premier rôle dans Les Fantômes du chapelier d'après Georges Simenon, drame où la mort rôde à chaque instant.
Claude Miller lui offre le rôle de l'inspecteur, dans Mortelle Randonnée en 1983 où il est confronté à Isabelle Adjani ; il est nommé au César du cinéma, l'année suivante. En 1984 pour Mocky, il incarne un supporter fanatique et effrayant dans À mort l'arbitre.

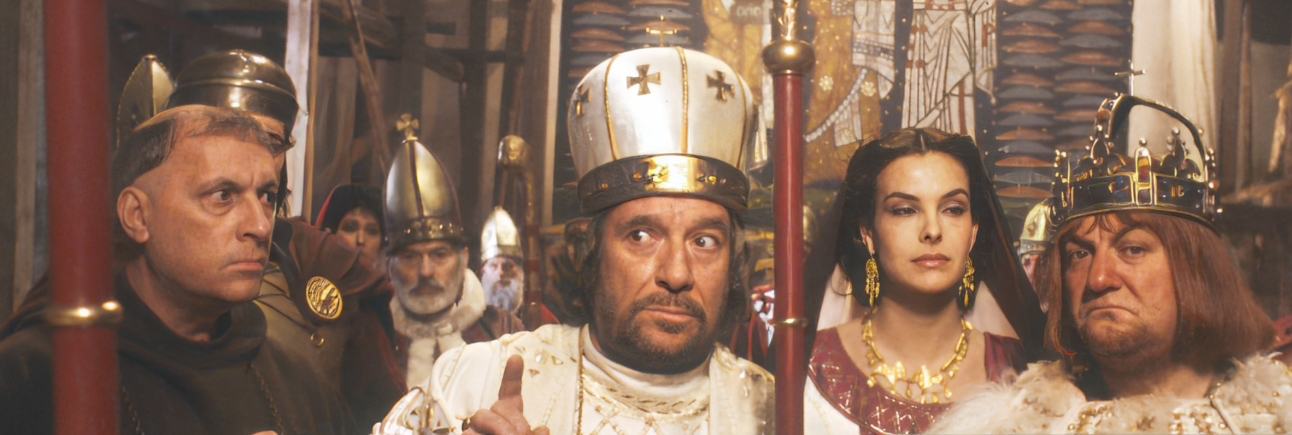
Michel Serrault en 1984 aux côtés d'Ugo Tognazzi, de Carole Bouquet et de Coluche, lors du tournage du Bon roi Dagobert en Italie.

Durant cette même période 1972-1985, grâce à Jean Yanne, il enchaîne toujours des comédies satiriques comme notamment Tout le monde il est beau, tout le monde il est gentil (1972), Moi y'en a vouloir des sous (1973), les Chinois à Paris (1974) puis Deux heures moins le quart avant Jésus-Christ (1982).
À partir du milieu des années 1980, Michel Serrault va alterner les rôles légers et dramatiques, jusqu'à la fin de sa carrière en 2007, année où à la télévision, il retrouve le réalisateur Christian de Chalonge pour tourner une adaptation de la pièce classique de Molière, L'Avare. 
Le réalisateur Jean-Pierre Mocky lui offre le succès populaire Le Miraculé (1987), où il joue pour la dernière fois avec son ami Jean Poiret et donne la réplique à Jeanne Moreau ; actrice qu'il retrouve pour un autre face à face humoristique dans La Vieille qui marchait dans la mer d'après Frédéric Dard, réalisé par Laurent Heynemann en 1991. Le film En toute innocence 1988 d'Alain Jessua lui permet d'interpréter un personnage paralysé et aphone, face à sa bru dans une histoire d'adultère.
Il retrouve le réalisateur Christian de Chalonge pour son film Docteur Petiot (1990), où il incarne le maléfique médecin tueur en série. En 1995, dans Nelly et Monsieur Arnaud, le film testament de Claude Sautet, joue le rôle d'un magistrat retraité, désenchanté, solitaire et mélancolique, qui sollicite les services d'une jeune femme délaissée pour rédiger ses mémoires. Cette prestation, unanimement reconnue comme l'une de ses compositions les plus abouties, lui permet de remporter un ultime César en 1996.
Son interprétation soulève parfois de vives polémiques, comme lorsqu'au Festival de Cannes 1997, est présenté le film Assassin(s) de Mathieu Kassovitz qui n'obtient en salle, qu'un faible succès. Il revient aussi à la comédie incisive avec Rien ne va plus (1997) de Claude Chabrol, avec Isabelle Huppert et Jean-François Balmer.
En 1999, dans Le Monde de Marty de Denis Bardiau, il tient le rôle d'un vieillard atteint de la maladie d'Alzheimer, dont le commentaire en voix off narre le récit de son amitié naissante avec un jeune garçon atteint de leucémie. Il retrouve à nouveau Bertrand Blier pour Les Acteurs en 2000, où comme presque tout le reste de la distribution, il interprète son propre rôle.

## Dernières années

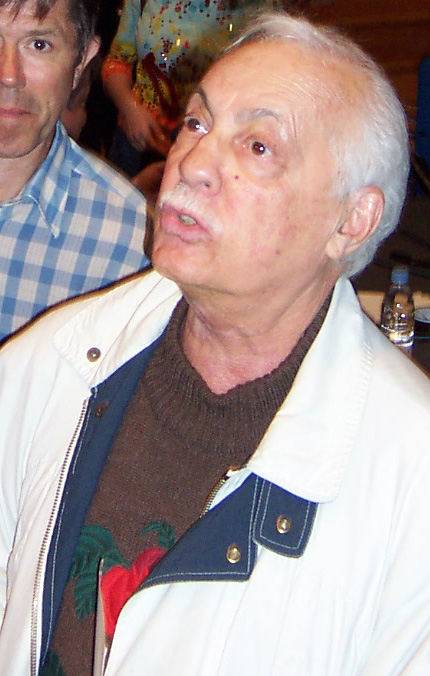
Michel Serrault en 2003 à l'émission Le Fou du roi.

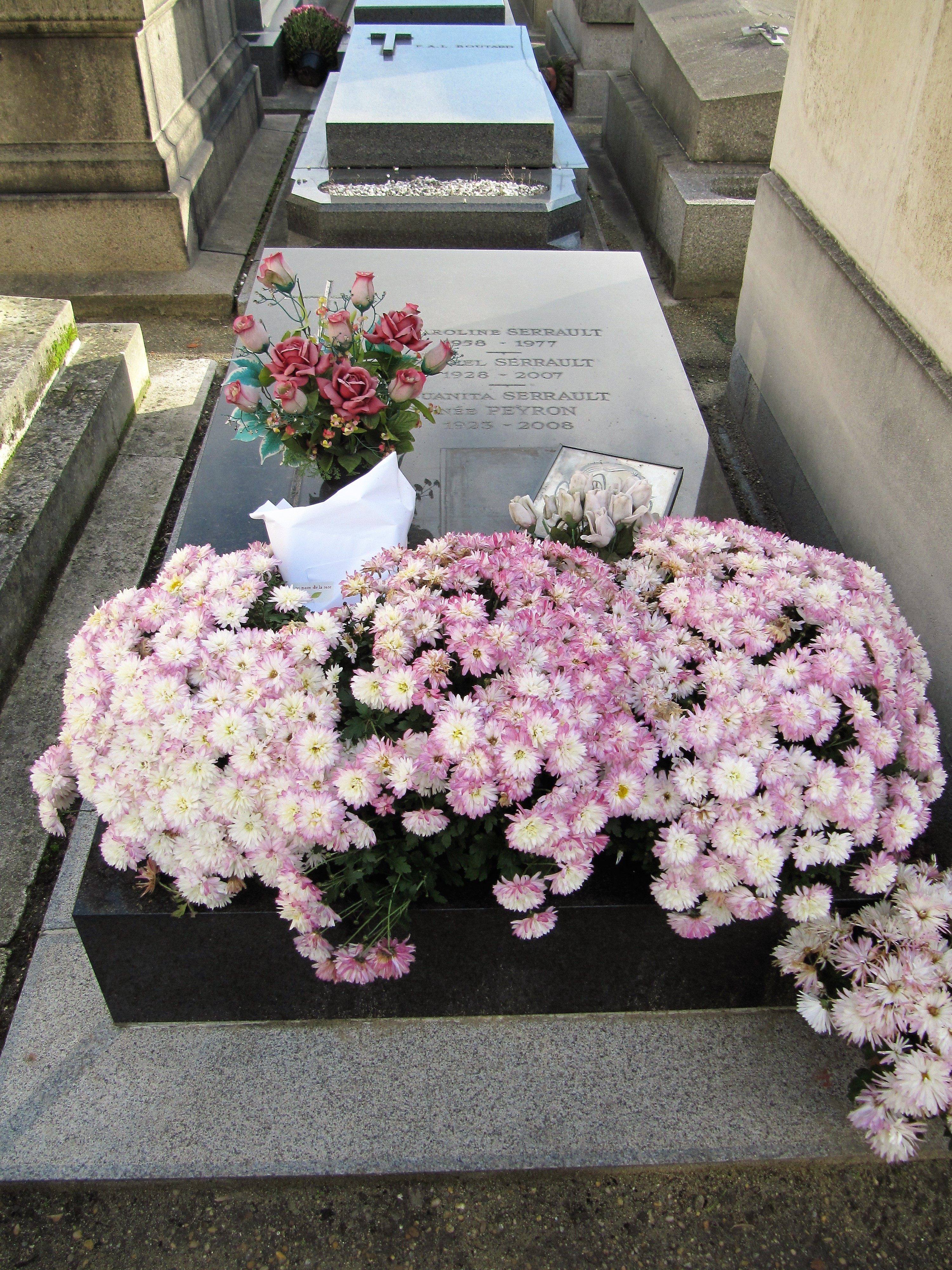
Sépulture de Michel Serrault.

À la fin de sa vie, l'acteur joue surtout des rôles de vieux campagnard français, parfois bougon ou rustre mais avec un grand cœur, comme dans Les Enfants du marais (1999) de Jean Becker avec Jacques Villeret et Jacques Gamblin ou Une hirondelle a fait le printemps (2001) de Christian Carion, Le Papillon (2002) de Philippe Muyl, Albert est méchant (2003) ou encore Les Enfants du pays de Pierre Javaux.
Peu de temps avant sa mort, il se rend aux obsèques de Jean-Claude Brialy, à Paris. 
À cette époque, il met la dernière main à un ouvrage dans lequel il raconte ses souvenirs, en se retournant sur sa carrière éclectique. Cette autobiographie intitulée À bientôt paraît le 12 novembre 2007 chez Oh ! Éditions. Chrétien catholique, il a envisagé de porter à l'écran la vie de Guillaume Pouget, prêtre lazariste qu'il a toujours admiré,.
« Homme au physique de monsieur-tout-le-monde et au caractère fougueux, cabotin, provocateur, franc et chaleureux », il a joué dans 135 longs métrages.

### Mort et funérailles
Il meurt dans sa propriété du Val la Reine à Vasouy le 29 juillet 2007, à l’âge de 79 ans, des suites d’un cancer, alors qu'il souffre depuis plusieurs années d'une maladie rare, la polychondrite chronique atrophiante, produisant notamment une déformation visible du nez,.
Le 2 août 2007, de nombreux amis du monde du cinéma et du théâtre et quelques officiels assistent à ses obsèques dans l'église Sainte-Catherine de Honfleur, située à proximité de sa résidence secondaire. 
Il est d'abord inhumé au cimetière attenant. 
Sa dépouille est transférée en 2009 au cimetière ancien de Neuilly-sur-Seine, lieu de sa résidence principale, auprès de son épouse et de sa fille.

### Vie privée
Michel Serrault fait la connaissance de Juanita Saint-Peyron (née le 7 août 1923), dite « Nita », au conservatoire Maubel à Paris, alors qu'il suit des cours de comédie. Il l'épouse le 27 janvier 1958, avec pour témoins Jean Poiret et Françoise Dorin. Ils ont deux filles : Caroline, née le 15 mars 1958 à Neuilly-sur-Seine et morte le 30 août 1977 dans la même ville dans un accident de voiture à dix-neuf ans, et Nathalie, née en 1962.
Juanita, morte le 15 novembre 2008, aura été l'amour de toute sa vie.

### Autobiographie
Il publie trois ans avant sa mort le récit autobiographique, Vous avez dit Serrault ? et le journal personnel Les Pieds dans le plat !, dans lequel il fait part des remarques, pensées et critiques qui s'offrent à son regard de comédien et de chrétien.

## Théâtre
- 1951 : Du-Gu-Du, spectacle des Branquignols, texte d'André Frédérique, musique de Gérard Calvi, Théâtre La Bruyère
- 1955 : L'Ami de la famille de Jean Sommet, mise en scène Bernard Blier, Comédie-Caumartin
- 1957 : L'Habit vert de Robert de Flers et Gaston Arman de Caillavet, mise en scène Marcel Cravenne[33]
- 1958 : Monsieur Masure de Claude Magnier, mise en scène Claude Barma, Théâtre des Célestins
- 1959 : Le Train pour Venise de Louis Verneuil et Georges Berr, mise en scène Jacques Charon, Théâtre Michel
- 1961 : Un certain monsieur Blot de Robert Rocca, mise en scène René Dupuy, Théâtre Gramont
- 1963 : Sacré Léonard de Jean Poiret et Michel Serrault, mise en scène André Puglia, Théâtre Fontaine
- 1964 : Quand épousez-vous ma femme ? de Jean Bernard-Luc et Jean-Pierre Conty, mise en scène Jean Le Poulain, Théâtre du Vaudeville
- 1965 : Monsieur Dodd d'Arthur Watkyn, mise en scène Jacques-Henri Duval, Théâtre des Variétés
- 1966 : Opération Lagrelèche de Jean Poiret et Michel Serrault, Théâtre Fontaine
- 1967 : Pour avoir Adrienne de Louis Verneuil, mise en scène Pierre Mondy, Théâtre Marigny
- 1968 : Gugusse de Marcel Achard, mise en scène Michel Roux, Théâtre de la Michodière
- 1969 : Les Grosses Têtes de Jean Poiret et Michel Serrault, mise en scène Jean Poiret et René Dupuy, Théâtre de l'Athénée
- 1969 : Le Vison voyageur de Ray Cooney et John Chapman, mise en scène Jacques Sereys, Théâtre du Gymnase
- 1970 : Les Bonshommes de Françoise Dorin, mise en scène Jacques Charon, Théâtre du Palais-Royal
- 1972 : Le Tombeur de Neil Simon, mise en scène Emilio Bruzzo, Théâtre de la Madeleine
- 1973 : La Cage aux folles de Jean Poiret, mise en scène Pierre Mondy, Théâtre du Palais-Royal
- 1986 : L'Avare de Molière, mise en scène Roger Planchon, TNP Villeurbanne, Théâtre Mogador
- 1992 : Knock ou le Triomphe de la médecine de Jules Romains, mise en scène Pierre Mondy, Théâtre de la Porte-Saint-Martin

## Filmographie
|  | Film                                                   | Années | Réalisateurs      | Entrées           |
|  | ------------------------------------------------------ | ------ | ----------------- | ----------------- |
|  | Cette sacrée gamine                                    | 1956   | Michel Boisrond   | 4 040 634 entrées |
|  | La Belle Américaine                                    | 1961   | Robert Dhéry      | 4 151 161 entrées |
|  | Tout le monde il est beau, tout le monde il est gentil | 1972   | Jean Yanne        | 4 076 678 entrées |
|  | La Cage aux folles                                     | 1978   | Édouard Molinaro  | 5 406 614 entrées |
|  | Deux heures moins le quart avant Jésus-Christ          | 1982   | Jean Yanne        | 4 601 239 entrées |
|  | Le Bonheur est dans le pré                             | 1995   | Étienne Chatiliez | 4 931 227 entrées |
|  | Assassin(s)                                            | 1997   | Mathieu Kassovitz | 446 548 entrées   |

## Discographie
Jean Poiret et Michel Serrault
- 1955 : Les interviews de Jean Poiret et Michel Serrault no 1 : Jerry Scott, vedette internationale
- 1955 : Jean Poiret et Michel Serrault dans leurs interviews no 2 : Stéphane Brineville, prix littéraire
- 1955 : Les interviews de Jean Poiret et Michel Serrault 3 : Le Salon De L'Homme (1re Partie) - Hommes A Vendre "Épiciers, Magistrats Généraux, Intellectuels" / Le Salon De L'Homme (Suite Et Fin) "Fonctionnaires, Spécimens Internationaux Et Français Moyens" / Si Versailles M’était "Critiqué" (Impressions D'un Critique Sur Le Film De M. Sacha Guitry)
- 1955 : Clément de Laprade, explorateur
- 1956 : Les embarras de Paris
- 1956 : Voyage en Corrèze
- 1957 ; Les 45 tours de Monsieur Petit Lagrelèche
- 1958 : Monsieur Petit Lagrelèche, parlementaire
- 1960 : Le Président : Interview du Président Auguste Braquillet
- 1960 : Les antiquaires (avec Jacqueline Maillan)
- 1962 : Permis de conduire
- 1962 : En direct du Théâtre de 10 Heures : Le spécialiste / Monsieur Poton, indépendant
- 1962 : Le Bourgeois gentilhomme : Auteur : Molière - Compositeur : Jean-Baptiste Lully - Direction d'orchestre : Roland Douatte - Interprètes : Chorale Philippe Caillard, Collegium musicum de Paris - Mezzo-soprano : Denise Benoît - Ensemble vocal : Les Frères Jacques - Réalisateur : Georges Hacquard - Distribution : Arletty (Madame Jourdain), Sophie Desmarets (Nicole), Françoise Dorléac (Lucile), Jacques Fabbri (Monsieur Jourdain), Pierre Philippe (élève du maître de musique), Jean Poiret (maître de musique), Michel Serrault (maître à danser), Serge Berry (1er laquais), Jean-Claude Pollet (2e laquais), Henri Virlojeux (maître d'armes), Robert Vattier (maître de philosophie), Jean Raymond (maître tailleur), Jacques Muller (garçon tailleur), Jacques Dacqmine (Dorante), Louis Velle (Cléonte), Henri Salvador (Covielle), Maria Mauban (Dorimène)
- 1963 : Démarrer au 1/4 de Tour...Auto... Critiques (1re Partie) (Microsillon publicitaire Shell)
- 1963 : Un Moteur qui "Tourne Rond"...Auto... Critiques (2e Partie) (Microsillon publicitaire Shell)
- 1963 : Une Voiture en Forme...Auto... Critiques (3e Partie) (Microsillon publicitaire Shell)
- 1965 : Chanson du film A La Tête du client (avec Francis Blanche, Darry Cowl et Jean Richard)
- 1967 : En direct de La Tête de l’Art : Gymnastique du corps et de l'esprit par le Professeur Petit Lagrelèche
- 1992 : Radio mémoire - 40 ans de radio : Jean Poiret et Michel Serrault - Poètes à vos luths (1957)
- 2000 : Méga Fou Rire : Jean Poiret et Michel Serrault - Plaies et Bosses

Michel Serrault
- 1961 : Un certain Monsieur Blot de Robert Rocca d'après le livre de Pierre Daninos. Réalisation de René Dupuy. Au piano : Michel Ramos. Avec Michel Serrault et Georges Audoubert, Christine Aurel, Jacqueline Cros, Robert Destain, Michel George, Fernand Guiot, Francis Joffo, Claude Larue, Paul Le Person, Francine Olivier, Daniel Prévost, Danielle Rocca, Pierre Roussel, André Thorent, Jean Yanne. Commentaires dits par Robert Rocca. Enregistrement public au Théâtre Gramont.
- 1980 : Zygomaticorama 79/80 : Michel Serrault : Le Docteur en Doigt
- 1998 : Michel Serrault et Isabelle Carré racontent la crèche de Notre-Dame : Récitants : Isabelle Carré, Michel Serrault. Orgue : Olivier Latry
- 2002 : B.O.F. Le Papillon : Michel Serrault et Claire Bouanich : Le Papillon, Paroles et musique : Philippe Muyl et Nicolas Errèra

## Publications
- Le Cri de la carotte (avec Jean-Louis Remilleux), aux éditions Michel Lafon, 1995  (ISBN 978-2840980742), rééd. Ramsay, 1997  (ISBN 978-2841143597 et 978-2841141579)
- ...Vous avez dit Serrault ?, Éditions Florent Massot, 2001  (ISBN 978-2845880351)
- Les Pieds dans le plat !, Oh ! Éditions, 2004  (ISBN 978-2915056075)
- À bientôt, Oh ! Éditions, 2007
- Jean Poiret Michel Serrault, Jean-Jacques Jelot-Blanc, Éditions Alphée, 2009  (ISBN 978-2753803718)

## Documentaires consacrés à Michel Serrault
- 2007 : Michel Serrault, le portrait, documentaire de Gérard Jourd'hui : lui-même
- 2013 : Un jour, un destin : « Michel Serrault, la fureur de rire »

## Hommages
- Allée Michel-Serrault, dans le 19e arrondissement de Paris[35].

## Distinctions

### Décorations
- Officier de la Légion d'honneur, décret du 31 décembre 1996
- Commandeur de l'ordre national du Mérite, décret du 14 novembre 2002[36]
- Chevalier de l'ordre du Mérite agricole
- Commandeur de l'ordre des Arts et des Lettres

### Récompenses

#### César
(source : Académie des César)
| Année | Récompense                          | Film                      | Palmarès |
| ----- | ----------------------------------- | ------------------------- | -------- |
| 1979  | Meilleur acteur dans un second rôle | L'Argent des autres       | nommé    |
| 1979  | Meilleur acteur                     | La Cage aux folles        | lauréat  |
| 1981  | Meilleur acteur                     | La Cage aux folles 2      | nommé    |
| 1982  | Meilleur acteur                     | Garde à vue               | lauréat  |
| 1984  | Meilleur acteur                     | Mortelle Randonnée        | nommé    |
| 1986  | Meilleur acteur                     | On ne meurt que deux fois | nommé    |
| 1991  | Meilleur acteur                     | Docteur Petiot            | nommé    |
| 1996  | Meilleur acteur                     | Nelly et Monsieur Arnaud  | lauréat  |

#### Lumières de la presse internationale
| Année | Récompense                 | Film                     | Reçue ? |
| ----- | -------------------------- | ------------------------ | ------- |
| 1996  | Lumière du meilleur acteur | Nelly et Monsieur Arnaud | Oui     |
| 1998  | Lumière du meilleur acteur | Rien ne va plus          | Oui     |

#### Molières
| Année | Récompense        | Pièce   | Reçue ? |
| ----- | ----------------- | ------- | ------- |
| 1987  | Meilleur comédien | L'Avare | Non     |
| 1993  | Meilleur comédien | Knock   | Non     |

#### Festival de la Fiction TV
| Année | Récompense                                                                              | Film          | Reçue ? |
| ----- | --------------------------------------------------------------------------------------- | ------------- | ------- |
| 2006  | Meilleure interprétation masculine                                                      | Monsieur Léon | Oui     |
| 2008  | Prix du public du meilleur comédien des palmarès du Festival (décerné par Télé 7 Jours) | Monsieur Léon | Oui     |